# Џон Демпси
Џон Демпси (Хемпстед, 15. март 1946 — 6. новембар 2024) био је ирски фудбалер и фудбалски тренер.

## Биографија
Играо је за Фулам и Челси 1960-их и 1970-их пре него што се преселио у Северну Америку да би се придружио Српским белим орловима и Филаделфији фјурију. Каријеру је завршио после боравка у Ирској са Дандоком. Рођен у Енглеској, представљао је репрезентацију Републике Ирске на међународном нивоу.
Преминуо је 6. новембра 2024. године.